# (200263) 1999 XR47
(200263) 1999 XR47 es un asteroide perteneciente al cinturón de asteroides, descubierto el 7 de diciembre de 1999 por el equipo del Lincoln Near-Earth Asteroid Research desde el Laboratorio Lincoln, Socorro, Nuevo México, Estados Unidos.

## Designación y nombre
Designado provisionalmente como 1999 XR47.

## Características orbitales
1999 XR47 está situado a una distancia media del Sol de 2,644 ua, pudiendo alejarse hasta 3,265 ua y acercarse hasta 2,023 ua. Su excentricidad es 0,234 y la inclinación orbital 15,04 grados. Emplea 1570,90 días en completar una órbita alrededor del Sol.

## Características físicas
La magnitud absoluta de 1999 XR47 es 15,8.